# Skuratî, Malîn
Skuratî (în ucraineană Скурати) este localitatea de reședință a comunei Skuratî din raionul Malîn, regiunea Jîtomîr, Ucraina.

## Demografie
Componența lingvistică a localității Skuratî
     Ucraineană (99,41%)
     Alte limbi (0,3%)
Conform recensământului din 2001, majoritatea populației localității Skuratî era vorbitoare de ucraineană (99,41%), existând în minoritate și vorbitori de alte limbi.